# Sanmatengai merénylet
A sanmatengai merénylet 2019. szeptember 8-án történt Burkina Faso Sanmatenga tartományában. Barsalogho területén egy a piacról hazafelé tartó embereket és áruikat szállító jármű robbanóanyagra futott,. A támadásban 15 ember meghalt, 6 pedig megsebesült. Az áldozatok többsége kereskedő volt. Eközben mintegy 50 km-re keletre fegyveresek olyan konvojt támadtak meg, mely a harcok miatt elmenekülteknek szállított ellátmányt. Ebben a támadásban 14 embert megöltek. Azt nem lehet tudni, kik követték el ezeket a támadásokat.

## Előzmények
A líbiai polgárháború után, mivel sokfelé szétszóródtak a harcosok és a fegyverek, megnőtt a katonai támadások száma. A szomszédos Maliban Azawad területén olyan helyzet állt elő, melyben az országrész azzal fenyegetett, hogy kiválik az országból. 
Burkina Fasóban 2014-ben felkelés volt, mely Blaise Compaoré elnök év végi lemondásához vezetett. Burkina Faso a Transz-Szaharai Terrorellenes Kezdeményezés tagja, és mivel Maliban és Szudánban békefenntartókat állomásoztat, a régió szélsőségeseinek kedvelt célpontja. 2015-ig annak ellenére maradt békés az ország, hogy északi szomszédaiban, Maliban és Nigerben véres események történtek.  Azóta az ország északi majd keleti határain folyamatosan szivárogtak az országba az al-Káidához és az Iraki és Levantei Iszlám Államhoz kapcsolódó dzsihadista csoportok. Ez a beszivárgás egészen az ország nyugati és déli határaiig hatolt. 2015 óta a környékbeli országokban érzékelhető instabilitás és felkelések hatására Burkina Fasóban megszaporodtak a határokon átívelő támadások és betörések.
Ouagadougouban, az ország fővárosában az elmúlt években több nagyobb támadás is történt. 2016-ban egy hotel és étterem ellen elkövetett támadásban 30 embert, köztük külföldieket is megöltek. 2017-ben egy hasonló támadás 19 ember életét követelte. Mindkét támadást az Iszlám Maghrebi al-Káida követte el. 2018. március 2-án legalább nyolc, alaposan felfegyverzett milicista hajtott végre robbantásokat a főváros különféle területein. A célpontok között szerepelt a francia nagykövetség és a Burkina Faso Hadseregének központja is. Ekkor 16 ember – köztük 8 támadó – meghalt, 85 pedig megsebesült.
2019-ben az országban fellángoltak az etnikai és vallási ellentétek, mivel Burkina Fasóba is elértek az iszlamisták. A hatás sokkal inkább érzékelhető a Burkina Fasóval északon határos Maliban. Az AFP jelentései szerint a felkelők ötvözték az üss és fuss módszert a gerilla háborúskodással, az út menti taposóaknákkal és az öngyilkos robbantókkal. Ezen módszerek használatával a lázadók mintegy 600 embert öltek meg. A civil szervezetek becslései szerint azonban ez a szám akár az ezret is elérheti. Az AFP jelentései szerint legalább 300.000 ember vesztette el az otthonát, és 3000 iskolát zártak be. Az ország gazdasága nagyban mezőgazdasági, az összecsapások pedig nagy mértékben rányomják a bélyegüket a gazdaságra. Az összetűzések ellátási hiányokat okoztak a kereskedelemben és a piacokon.

## A támadások
2019. szeptember 8-án Burkina Faso Sanmatenga tartományában az egyik piacról kikanyarodó, embereket és árukat szállító jármű robbanóanyagra hajtott. 15 utas meghalt, hat megsebesült a támadásokban. Az áldozatok többsége kereskedő volt. Eközben kb 50 km-re keletre fegyveresek egy csoportja egy olyan konvojt támadott meg, mely a harcokban földönfutóvá váló emberek számára szállított élelmiszert. Ebben a támadásban 14 embert öltek meg. Azt nem lehet tudni, ezért a támadásért ki a felelős.

## Következmények
A hadsereg egyik dolgozója azt mondta, a támadások után erősítést küldtek, és mindent megtesznek annak érdekében, hogy „biztonsági kíséretet biztosítsanak minden olyan humanitárius konvoj mellé, mely a terrorista támadásokkal érintett területeken halad át.”